# Dintel
De Dintel is een water in Noord-Brabant en vormt de benedenloop van de rivier de Mark. Formeel gaat de Mark bij Standdaarbuiten over in de Dintel. In de volksmond heet het binnenwater pas vanaf Stampersgat Dintel, vanaf de plaats waar het Mark-Vlietkanaal erin uitkomt. Vervolgens stroomt het riviertje langs Dinteloord, door de Manderssluis (die meestal openstaat) waar het uitkomt in het Volkerak. Daarvandaan gaat het overtollige water via het Rijn-Scheldekanaal en Spuikanaal Bath naar de Westerschelde. De gemiddelde afvoer van de Dintel bedraagt ongeveer 6 m³/sec.

## Vaarweg
Het water is geschikt voor schepen CEMT-klasse V en pleziervaart voor het traject van Stampersgat tot het Volkerak. De maximaal toegelaten afmetingen zijn: 96 × 11,5 × 3 meter.

## Geschiedenis
De Dintel wordt in de 13e eeuw vermeld als Dindel of Dindele. Na de Sint-Elisabethsvloed van 1421 was de Dintel eerder een zee-arm dan een rivier. Nadat het omringende land steeds verder werd ingepolderd, werd de Dintel steeds smaller. De Dintel, en ook de Mark, werd in het begin van de 19e eeuw met sluizen afgesloten. Daarmee verdween het getij van de Dintel en de Mark waarop de aard van de vegetatie erlangs zich aanpaste.